# محمد مندور (فنان)
محمد مندور (23 نوفمبر 1950 -) هو نحات وفنان تشكيلي مصري، وأحد أهم فناني الفخار الخزفي في مصر.

## حياته

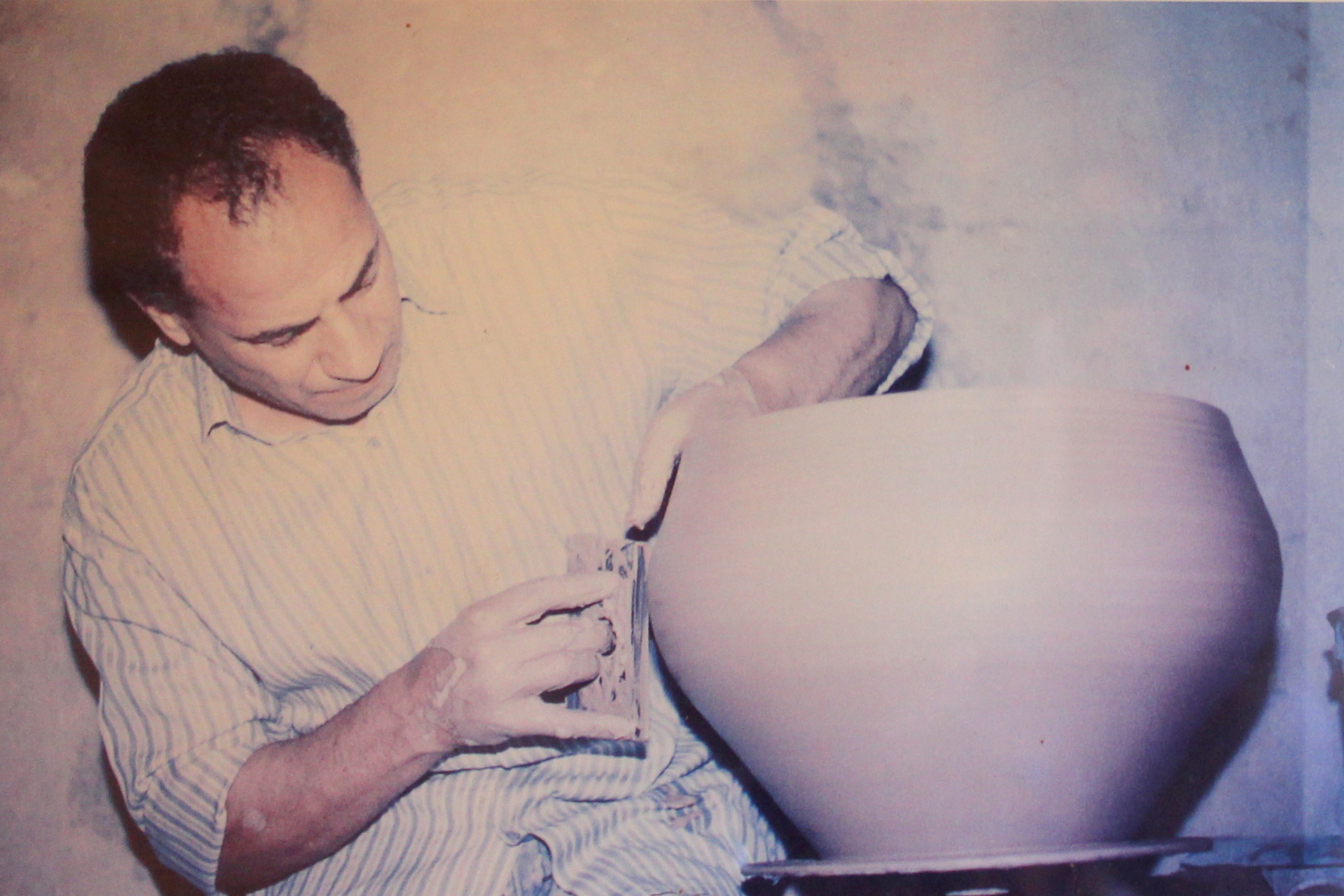

وُلد عام 1950 في مدينة الفسطاط. جمع في تشكيلاته الخزفية بين التراث في قيمته الوظيفية والمعاصرة في الجوانب الجمالية كشكل وقيمة لتغدو أعماله ذات حضور أنيق في الفراغ.نشأ مندور بمنطقة جامع عمرو بن العاص ومنطقة بطن البقر بالفسطاط، حيث امتهن صناعة الفخار. منذ الصغر، بدأ بتفتيت الطين ومعالجته وانتهاءً بتشكيله بدقة في أشكال تقليدية كالقلل والأزيار وأباريق السبوع. التحق بأتيليه حلوان الذي أقامته المصورة صفية حلمي والنحات محمد هجرس عام1967 وأقام 24 معرضًا خاصًا في مصر والخارج وشارك في معارض جماعية بالداخل والخارج. وكان لوجوده بهذه المنطقة الأثرية والتراثية دورًا بارزًا في نمو ونضج أفكاره الفنية، حيث تركت بصماتها على تجربته الإبداعية وأعطت أوانيه تلك الشخصية البالغة الأصالة والتميز.

## أعماله
اشتملت أعمال مندور علي الآنية بأحجام مختلفة وكذلك اختلفت التقنية ما بين ملمس السطوح الخشنة وملمس السطح الناعم وكانت الأعمال كثيرة بحيث ضاقت مساحة الرؤية بالإضافة إلى الأطباق المرسومة التي اشتهر بها وميزته وهي أطباق مطلية بأكسيد أبيض ومرسوم عليها بالأكسيد الأسود ويقوم بعملية الحرق في كل مرة لتثبيت الأكسيد.

## جوائزه

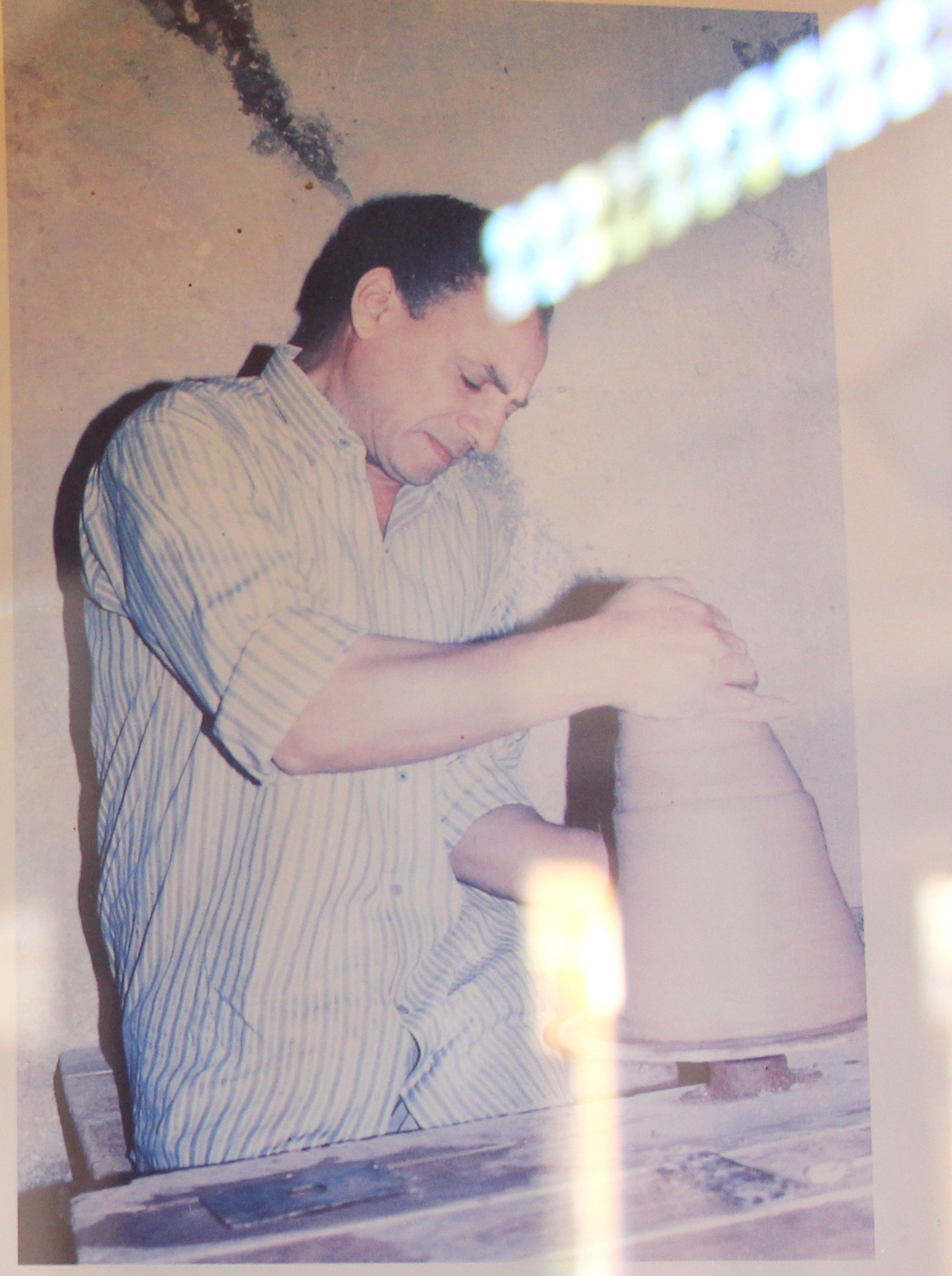

حصل علي العديد من الجوائز، أهمها جائزة المركز الثقافي الفرنسي وهيئة الثقافة الجماهيرية وجائزة ترينالي الخزف الدولي بالقاهرة أعوام 1992 و1994 و2002 وجائزة بينالي مدينة فينيسيا بإيطاليا عام 1998. وله مقتنيات عدة بمتحف الفن المصري الحديث ودار الأوبرا وأماكن كثيرة بالداخل والخارج.